# Stazione di Gunnersbury
La stazione di Gunnersbury è una stazione situata a Gunnersbury, nel borgo londinese di Hounslow.
È posta sulla ferrovia di Londra nord ed è servita dai treni della linea District della metropolitana di Londra.

## Storia
La stazione venne aperta con il nome di Brentford Road il 1º gennaio 1869 dalla London and South Western Railway (L&SWR) sulla nuova diramazione per Richmond. La linea attraversava Shepherd's Bush e Hammersmith.
Nel 1871 alla stazione venne dato il nome attuale.

## Strutture e impianti
La stazione di Gunnersbury si trova in Chiswick High Road ed è compresa nella Travelcard Zone 3.

## Movimento
La stazione è servita dalla relazione Richmond-Stratford della London Overground, erogato da Arriva Rail London per conto di Transport for London. Il servizio consta di quattro treni all'ora per direzione.
Il servizio della linea District della metropolitana, invece, consta di sei treni all'ora in direzione Upminster e altrettanti in direzione Richmond.

## Interscambi
Nelle vicinanze della stazione effettuano fermata alcune linee urbane automobilistiche, gestite da London Buses.
- Fermata autobus